# Žatecká (Praha)
Žatecká ulice na Starém Městě v Praze spojuje ulice Platnéřská a Široká. V budově městské knihovny na Žatecké 1 má sídlo Národní divadlo Marionet a Říše loutek.

## Historie a názvy
V letech 1615-41 dům na čísle 41/4 patřil městu Žatec a proto ulice dostala název "Žatecká". Dnes na uvedené adrese sídlí hotel My House Apartments.

## Budovy, firmy a instituce
- Městská knihovna v Praze - Žatecká 1 a Mariánské náměstí 1[3]
- Pražská vodohospodářská společnost - Žatecká 2[4]
- vinotéka Nicolas - Žatecká 3
- restaurace Mlejnice - Žatecká 7[5]
- směnárna Exchange8 - Žatecká 8[6]
- restaurace Sedm konšelů - Žatecká 10[7]